# Хуэйюань (посёлок)
Посёлок Хуэйюань (кит. упр. 惠远镇, пиньинь Huìyuǎn zhèn) — посёлок в уезде Хочэн Или-Казахского автономного округа Синьцзян-Уйгурского автономного района КНР.

## История
В течение полутораста лет Хуэйюань был главным центром цинской власти в Синьцзяне. После того, как в результате третьей ойратско-маньчжурской войны было уничтожено Джунгарское ханство, в 1763 году на северном берегу реки Или была возведена крепость, ставшая ставкой илийского цзянцзюня. В качестве названия для крепости были выбраны иероглифы 惠 («милость») и 远 («даль»), означающие, что милость цинского императора распростирается в дальнюю даль. Именно здесь с ноября 1842 по декабрь 1844 находился сосланный в Синьцзян Линь Цзэсюй.
В 1860-х годах во время мусульманского восстания крепость была осаждена повстанцами. Цинский гарнизон мужественно защищался до самого конца и, чтобы не попасть в руки мятежников, взорвал крепость. В 1871—1881 годах Хуэйюань оказался на оккупированной русскими войсками территории Илийского края. После ухода русских войск новой ставкой цзянцзюня с 1883 года стал расположенный в 10 км севернее посёлок Суйдин.
Когда во время Синьхайской революции в январе 1912 года началось восстание в Суйдине, то Хуэйюань стал новой резиденцией Илийского губернатора, и оставался в этом качестве до 1934 года, когда новым административным центром региона стал Нинъюань.
В 1952 году эта территория стала 3-м районом уезда Суйдин. В 1958 году район был преобразован в общину «Резкий прогресс» (猛进公社). В 1981 году общине было возвращено историческое название «Хуэйюань». В 1984 году община была поднята в статусе до волости, а 21 мая 2001 года из волости стала посёлком.

## Население
Согласно данным переписи 2003 года, в Хуэйюане проживало 22.650 человек.

## Достопримечательности
В Старом городе находится Башня колокола и барабана, построенная в 1893 году, а также бывшая резиденция илийского цзянцзюня.